# Prayers on Fire
Prayers on Fire — первый студийный альбом австралийской постпанк-группы The Birthday Party, изданный в 1981 году.

## Об альбоме
В 1980 году, во время появления в Австралии ноу-вейва, группа The Boys Next Door меняет название на The Birthday Party и расширяет сферу своего влияния на Великобританию. В этот период коллектив активно гастролирует и приобретает широкую известность своими алкогольно-наркотическими выступлениями. На рубеже 1980—1981 года The Birthday Party при поддержке Тони Коэна записывают альбом Prayers on Fire, который выходит в Австралии под маркой Missing Link Records и в Англии — под маркой 4AD Records. Также выходит сингл «Nick the Stripper», записанный при участии джаз-рок-группы Equal Local.
Шумный и агрессивный Prayers on Fire был положительно принят критиками. Музыкальный журналист Тоби Крюсвэлл отметил, что на этом альбоме группа «создаёт собственную идентичность, чему активно потакает аппетит участников к алкоголю и героину». Впоследствии лидер коллектива Ник Кейв подтвердил мнение Крюсвэлла, приведя «King Ink» как пример звучания, которое пыталось создать The Birthday Party. Обозреватель About.com Энтони Кэрью высоко оценил Prayers on Fire и его создателя, который предстаёт «то как нигилистический учёный, то как театральный шоумен».

## Список композиций
| №   | Название            | Длительность |
| --- | ------------------- | ------------ |
| 1.  | «Zoo-Music Girl»    | 2:38         |
| 2.  | «Cry»               | 2:42         |
| 3.  | «Capers»            | 2:39         |
| 4.  | «Nick the Stripper» | 3:52         |
| 5.  | «Ho-Ho»             | 3:07         |
| 6.  | «Figure of Fun»     | 2:48         |
| 7.  | «King Ink»          | 4:41         |
| 8.  | «A Dead Song»       | 2:13         |
| 9.  | «Yard»              | 5:04         |
| 10. | «Dull Day»          | 3:04         |
| 11. | «Just You and Me»   | 2:03         |

CD-переиздание
| №   | Название         | Длительность |
| --- | ---------------- | ------------ |
| 12. | «Blundertown»    | 3:10         |
| 13. | «Kathy’s Kisses» | 4:05         |

## Участники записи
- Ник Кейв — вокал, саксофон, ударные на «Just You and Me»
- Мик Харви — фортепиано, орган, гитара
- Роланд С. Говард — гитара, бэк-вокал, саксофон
- Трейси Пью — бас-гитара, кларнет, контрабас
- Филл Калверт — ударные

Equal Local
- Филип Джексон — труба
- Мик Хаусэр — тенор-саксофон
- Стивен Юарт — тромбон